# Collegio elettorale di Locri (Camera dei deputati)
Il collegio di Locri fu un collegio elettorale uninominale della Repubblica Italiana per l'elezione della Camera dei deputati. Apparteneva alla circoscrizione Calabria e fu utilizzato per eleggere un deputato nella XII, XIII e XIV legislatura.
Venne istituito nel 1993 con la cosiddetta Legge Mattarella (Legge n. 277, Nuove norme per l'elezione della Camera dei deputati), attuata in seguito al referendum abrogativo del 1993. La legge istituì per la Camera dei deputati e per il Senato della Repubblica un sistema di elezione misto, in parte maggioritario e in parte proporzionale. Il 75% dei parlamentari dell'assemblea veniva eletto in collegi uninominali tramite sistema maggioritario a turno unico; il restante 25% alla Camera veniva eletto tramite sistema proporzionale con liste bloccate.
Il collegio venne abolito insieme a tutti gli altri che costituivano la Camera con la promulgazione della legge elettorale successiva, la cosiddetta Legge Calderoli. Questa prevedeva un sistema proporzionale con premio di maggioranza, che alla Camera veniva attribuito a livello nazionale.

## Territorio
Il collegio di Locri era uno dei 17 collegi uninominali in cui era suddivisa la Calabria e, come previsto dal D.Lgs. del 20 dicembre 1993 n. 536, era interamente compreso nella provincia di Reggio Calabria e comprendeva i seguenti comuni: Africo, Antonimina, Ardore, Bagaladi, Benestare, Bianco, Bova, Bovalino, Bova Marina, Brancaleone, Bruzzano Zeffirio, Canolo, Caraffa del Bianco, Cardeto, Careri, Casignana, Ciminà, Condofuri, Ferruzzano, Gerace, Locri, Melito di Porto Salvo, Montebello Ionico, Motta San Giovanni, Palizzi, Platì, Portigliola, Roccaforte del Greco, Roghudi, Samo, San Lorenzo, San Luca, Sant'Agata del Bianco, Sant'Ilario dello Ionio e Staiti.

## Eletti
| Elezione | Elezione | Deputato          | Partito                  |
| -------- | -------- | ----------------- | ------------------------ |
|          | 1994     | Giuseppe Lombardo | Progressisti (CS)        |
|          | 1996     | Giovanni Filocamo | Polo per le Libertà (FI) |
|          | 2001     | Luigi Meduri      | L'Ulivo (PPI)            |

## Dati elettorali

### XII legislatura

#### Risultati proporzionale
| Coalizioni        | Coalizioni                                | Liste                                     | Liste                                     | Voti   | %     |
| ----------------- | ----------------------------------------- | ----------------------------------------- | ----------------------------------------- | ------ | ----- |
|                   | Progressisti                              |                                           | Partito Democratico della Sinistra        | 11.130 | 18,69 |
|                   | Progressisti                              | Rifondazione Comunista                    | 5.877                                     | 9,87   |       |
|                   | Progressisti                              | Partito Socialista Italiano               | 2.347                                     | 3,94   |       |
|                   | Progressisti                              | Alleanza Democratica                      | 949                                       | 1,59   |       |
|                   | Progressisti                              | Federazione dei Verdi                     | 878                                       | 1,47   |       |
|                   | Progressisti                              | Movimento per la Democrazia - La Rete     | 724                                       | 1,22   |       |
| Totale coalizione | Totale coalizione                         | 21.905                                    | 36,78                                     |        |       |
|                   | Polo del Buon Governo                     |                                           | Forza Italia                              | 12.660 | 21,26 |
|                   | Polo del Buon Governo                     | Alleanza Nazionale                        | 8.149                                     | 13,69  |       |
| Totale coalizione | Totale coalizione                         | 20.809                                    | 34,95                                     |        |       |
|                   | Patto per l'Italia                        |                                           | Partito Popolare Italiano                 | 6.553  | 11,01 |
|                   | Patto per l'Italia                        | Patto Segni                               | 3.714                                     | 6,24   |       |
| Totale coalizione | Totale coalizione                         | 10.267                                    | 17,25                                     |        |       |
|                   | Socialdemocrazia                          | Socialdemocrazia                          | Socialdemocrazia                          | 4.578  | 7,69  |
|                   | Movimento Meridionale                     | Movimento Meridionale                     | Movimento Meridionale                     | 1.093  | 1,84  |
|                   | Idea Città                                | Idea Città                                | Idea Città                                | 240    | 0,40  |
|                   | Liberal Democratici Europei               | Liberal Democratici Europei               | Liberal Democratici Europei               | 185    | 0,31  |
|                   | Movimento Liberaldemocratico e Socialista | Movimento Liberaldemocratico e Socialista | Movimento Liberaldemocratico e Socialista | 167    | 0,28  |
|                   | Unione Mediterranea                       | Unione Mediterranea                       | Unione Mediterranea                       | 152    | 0,26  |
|                   | Movimento Cristiano Veritas               | Movimento Cristiano Veritas               | Movimento Cristiano Veritas               | 145    | 0,24  |
| Totale            | Totale                                    | Totale                                    | Totale                                    | 59.541 |       |

#### Risultati uninominale
|                               | Giuseppe Lombardo ✔️ Eletto | Progressisti                                      | 20 389 | 32,64 |  |  |  |  |  |
|                               | Giovanni Filocamo           | Polo del Buon Governo (FI - AN - CCD - UDC - PLD) | 19 835 | 31,75 |  |  |  |  |  |
|                               | Sergio Laganà               | Patto per l'Italia                                | 10 405 | 16,66 |  |  |  |  |  |
|                               | Francesco Crinò             | Socialdemocrazia per le Libertà                   | 6 210  | 9,94  |  |  |  |  |  |
|                               | Pasquino Crupi              | Movimento Meridionale                             | 5 632  | 9,02  |  |  |  |  |  |
| Totale                        | Totale                      | Totale                                            | 62 471 | 100   |  |  |  |  |  |
|                               |                             |                                                   |        |       |  |  |  |  |  |
| Fonte: Ministero dell'interno |                             |                                                   |        |       |  |  |  |  |  |

### XIII legislatura

#### Risultati proporzionale
| Coalizioni        | Coalizioni                         | Liste                                     | Liste                              | Voti   | %     |
| ----------------- | ---------------------------------- | ----------------------------------------- | ---------------------------------- | ------ | ----- |
|                   | Polo per le Libertà                |                                           | Forza Italia                       | 12.304 | 21,09 |
|                   | Polo per le Libertà                | Alleanza Nazionale                        | 10.288                             | 17,63  |       |
|                   | Polo per le Libertà                | CCD-CDU                                   | 6.823                              | 11,69  |       |
| Totale coalizione | Totale coalizione                  | 29.415                                    | 50,41                              |        |       |
|                   | L'Ulivo                            |                                           | Partito Democratico della Sinistra | 12.168 | 20,86 |
|                   | L'Ulivo                            | Popolari per Prodi (PPI-SVP-PRI-UD-Prodi) | 2.974                              | 5,10   |       |
|                   | L'Ulivo                            | Rinnovamento Italiano                     | 2.577                              | 4,42   |       |
|                   | L'Ulivo                            | Federazione dei Verdi                     | 852                                | 1,46   |       |
| Totale coalizione | Totale coalizione                  | 18.571                                    | 31,84                              |        |       |
|                   | Progressisti                       |                                           | Rifondazione Comunista             | 5.168  | 8,86  |
|                   | Lista Pannella - Sgarbi            | Lista Pannella - Sgarbi                   | Lista Pannella - Sgarbi            | 2.482  | 4,25  |
|                   | Rinnovamento                       | Rinnovamento                              | Rinnovamento                       | 1.211  | 2,08  |
|                   | Movimento Sociale Fiamma Tricolore | Movimento Sociale Fiamma Tricolore        | Movimento Sociale Fiamma Tricolore | 792    | 1,36  |
|                   | Partito Socialista                 | Partito Socialista                        | Partito Socialista                 | 704    | 1,21  |
| Totale            | Totale                             | Totale                                    | Totale                             | 58.343 |       |

#### Risultati uninominale
|                               | Giovanni Filocamo ✔️ Eletto | Polo per le Libertà | 28 780 | 48,26 |  |  |  |  |  |
|                               | Giuseppe Lombardo           | L'Ulivo             | 27 349 | 45,86 |  |  |  |  |  |
|                               | Giuseppe Ercole Minniti     | Rinnovamento        | 3 501  | 5,87  |  |  |  |  |  |
| Totale                        | Totale                      | Totale              | 59 630 | 100   |  |  |  |  |  |
|                               |                             |                     |        |       |  |  |  |  |  |
| Fonte: Ministero dell'interno |                             |                     |        |       |  |  |  |  |  |

### XIV legislatura

#### Risultati proporzionale
| Coalizioni        | Coalizioni              | Liste                                 | Liste                   | Voti   | %     |
| ----------------- | ----------------------- | ------------------------------------- | ----------------------- | ------ | ----- |
|                   | Casa delle Libertà      |                                       | Forza Italia            | 13.872 | 24,80 |
|                   | Casa delle Libertà      | Alleanza Nazionale                    | 6.186                   | 11,06  |       |
|                   | Casa delle Libertà      | CCD-CDU                               | 4.782                   | 8,55   |       |
|                   | Casa delle Libertà      | Nuovo PSI                             | 2.782                   | 4,97   |       |
| Totale coalizione | Totale coalizione       | 27.622                                | 49,38                   |        |       |
|                   | L'Ulivo                 |                                       | Democratici di Sinistra | 8.386  | 14,99 |
|                   | L'Ulivo                 | La Margherita (Dem - PPI - RI- UDEUR) | 5.989                   | 10,71  |       |
|                   | L'Ulivo                 | Comunisti Italiani                    | 2.267                   | 4,05   |       |
|                   | L'Ulivo                 | Il Girasole (FdV - SDI)               | 1.229                   | 2,20   |       |
| Totale coalizione | Totale coalizione       | 17.871                                | 31,95                   |        |       |
|                   | Democrazia Europea      | Democrazia Europea                    | Democrazia Europea      | 4.667  | 8,34  |
|                   | Rifondazione Comunista  | Rifondazione Comunista                | Rifondazione Comunista  | 2.518  | 4,50  |
|                   | Lista Di Pietro         | Lista Di Pietro                       | Lista Di Pietro         | 1.653  | 2,96  |
|                   | Lista Pannella - Bonino | Lista Pannella - Bonino               | Lista Pannella - Bonino | 820    | 1,47  |
|                   | Fiamma Tricolore        | Fiamma Tricolore                      | Fiamma Tricolore        | 650    | 1,16  |
|                   | Paese Nuovo             | Paese Nuovo                           | Paese Nuovo             | 94     | 0,17  |
|                   | Abolizione scorporo     | Abolizione scorporo                   | Abolizione scorporo     | 37     | 0,07  |
| Totale            | Totale                  | Totale                                | Totale                  | 55.932 |       |

#### Risultati uninominale
|                               | Luigi Meduri ✔️ Eletto | L'Ulivo            | 25 733 | 44,25 |  |  |  |  |  |
|                               | Paolo Arillotta        | Casa delle Libertà | 22 382 | 38,49 |  |  |  |  |  |
|                               | Francesco Schirripa    | Democrazia Europea | 7 486  | 12,87 |  |  |  |  |  |
|                               | Francesco Stelitano    | Lista Di Pietro    | 1 725  | 2,97  |  |  |  |  |  |
|                               | Maria Teresa Marzano   | Lista Emma Bonino  | 829    | 1,43  |  |  |  |  |  |
| Totale                        | Totale                 | Totale             | 58 155 | 100   |  |  |  |  |  |
|                               |                        |                    |        |       |  |  |  |  |  |
| Fonte: Ministero dell'interno |                        |                    |        |       |  |  |  |  |  |